# 珍贵文物
珍贵文物是《中华人民共和国文物保护法》对文物的一个分类，珍贵文物可分为一级文物、二级文物和三级文物。据《中华人民共和国文物保护法》，“历史上各时代重要实物、艺术品、工艺美术品、文献资料、手稿、图书资料、代表性实物等可移动文物，分为珍贵文物和一般文物；珍贵文物分为一级文物、二级文物、三级文物。”